# شونوالد-گلین
شونوالد-گلین (به آلمانی: Schönwalde-Glien) یک شهر در آلمان است که در هافه‌لانت واقع شده‌است. شونوالد-گلین ۸٬۶۵۴ نفر جمعیت دارد.